# Capim-azul
O capim-azul (Lagenocarpus velutinus) é um erva da família das ciperáceas, nativa do cerrado brasileiro, mais precisamente do estado de Minas Gerais. Tal espécie possui colmo alto e viloso, folhas velutíneas e coriáceas, espiguetas violáceas e globosas e cariopses ovoides e amareladas.